# Winslade
Winslade – osada w Anglii, w hrabstwie Hampshire, w dystrykcie Basingstoke and Deane. Leży 29 km na północny wschód od miasta Winchester i 73 km na południowy zachód od Londynu.